# Congreso de la República Dominicana
El Congreso de la República Dominicana es la institución legislativa nacional de la República Dominicana.
Es un cuerpo bicameral y está conformado por un Senado y una Cámara de Diputados.Los integrantes de ambas cámaras son electos por un período de 4 años. La reunión del Senado y la Cámara de Diputados se denomina Asamblea NacionalEl Senado representa a las provincias de la República Dominicana; está compuesto por 32 miembros (un representante de cada provincia y un representante por el Distrito Nacional). Los senadores se eligen de listas partidarias para un período de cuatro años. La edad mínima para postularse es de 25 años, y el candidato debe de haber residido en la provincia que lo elija como mínimo en los últimos 5 años previos a las elecciones.La Cámara de Diputados está compuesta por 190 representantes del pueblo; 178 de ellos se eligen por representación proporcional a razón de 1 por cada 50 000 habitantes, mediante voto directo y secreto, en todo el país. Además, son electos 5 diputados nacionales para los partidos sin representantes con mayor acumulación de votos, y 7 diputados de ultramar para representar a la comunidad dominicana en el extranjero. Los diputados también tienen un período de cuatro años y deben tener igualmente como mínimo 25 años cumplidos al día de la elección, así como haber residido en la demarcación que los elija como mínimo en los últimos 5 años previos a las elecciones.

## Historia
El Congreso de la República Dominicana nace tras la redacción de la Constitución, el 6 de noviembre de 1844. En el capítulo 2 de esta Constitución, se mencionaba cómo estaría dividido el Poder Legislativo, en dos cuerpos legisladores llamadas Tribunado (correspondiente a la actual Cámara de Diputados) y Consejo Conservador (correspondiente al actual Senado). Anteriormente, los diputados y senadores eran elegidos por voto indirecto y censitario, y solo podían ser candidatos aquellas personas con propiedades.
En 1854, la Constitución fue reformada cambiando el nombre del Consejo Conservador por el de Senado. Posteriormente, en diciembre del mismo año, se realizó una nueva revisión a la Constitución para fusionar ambas cámaras en un Senado Consultor, siendo este el primer período en la historia de la República Dominicana en el que el Poder Legislativo se rigió por un Congreso unicameral. El sistema bicameral fue nuevamente repuesto en noviembre de 1865 tras la Restauración de la República, separando el Congreso en una Cámara de Representantes y una Cámara de Diputados.
Entre 1866 y 1907, la República Dominicana se rebatió entre la bicameralidad y la unicameralidad, eliminando el Senado en la modificación constitucional de 1866, restableciéndolo en 1878, y volviéndolo a eliminar en 1880. El Senado reapareció como cámara del Congreso en la Constitución de 1908, a partir de la cual se mantuvo constante el sistema bicameral. Durante la primera intervención estadounidense, el Congreso fue disuelto no sin antes haber elegido presidente a Francisco Henríquez y Carvajal. Posterior al restablecimiento de la soberanía nacional, el Congreso fue nuevamente restituido, y en 1927 se permitió la elección de los legisladores mediante voto directo.
Con el ascenso de Rafael Leónidas Trujillo al poder, el Congreso se convirtió en una tapadera para sus ambiciones políticas. En 1935, Trujillo fue nombrado por el Congreso presidente vitalicio, instituyó el día 11 de enero de cada año como el Día del Benefactor, y se le cambió el nombre a la ciudad capital por Ciudad Trujillo. En 1941, el Congreso reconoció los derechos civiles de las mujeres, permitiendo el voto femenino en el país.
Luego de la muerte de Trujillo, y después de la deposición del gobierno constitucional del profesor Juan Bosch en 1963, el Congreso fue disuelto por el Triunvirato. El 25 de abril de 1965 un grupo de militares que buscaban restituir la Constitución de 1963 y reponer al presidente Bosch penetraron al Palacio Nacional e hicieron capitular al Triunvirato, tras lo cual el Congreso recién restituido juramentó como presidente provisional al Presidente de la Cámara de Diputados, José Rafael Molina Ureña. Sin embargo, el presidente Ureña tuvo que renunciar a su cargo dos días después y solicitó asilo. Ante esto, el Congreso nombró como presidente provisional al coronel Francisco Alberto Caamaño Deñó, quien tomó posesión el 4 de mayo frente a una multitud en el parque Independencia.
Posterior a la segunda intervención estadounidense, y después de elegirse el nuevo gobierno constitucional en 1966, bajo la presidencia de Joaquín Balaguer, el Congreso realizó una reforma constitucional, la más longeva de las reformas constitucionales. Esta Constitución fue reformada en 1994 para prohibir la reelección presidencial y separar las elecciones congresuales y presidenciales (que se venían celebrando juntas desde la reforma de 1927) con 2 años de diferencia.
El Congreso hizo pasar una reforma constitucional, en mayo de 2002, para restablecer la reelección limitada a 2 períodos consecutivos. Durante la elección del presidente de la Cámara de Diputados, el 16 de agosto de 2003, hubo un tiroteo dentro de la sala de dicha cámara legislativa.
Posteriormente, en la reforma constitucional del año 2010, el Congreso aprobó la reelección presidencial no consecutiva, y se volvieron a unir las elecciones congresuales y presidenciales, para lo cual se extendió excepcionalmente la duración del cargo de los legisladores electos en el 2010 de 4 a 6 años, hasta el 2016.

## Atribuciones
La Constitución de la República Dominicana, en su título III (artículos del 76 al 121), regula la composición del Congreso Nacional, y las atribuciones del Senado y la Cámara de Diputados. Aunque ambas cámaras comparten casi todas las mismas atribuciones, existen algunas que son exclusivas de una u otra cámara.

### Atribuciones comunes
CAPÍTULO III
DE LAS ATRIBUCIONES DEL CONGRESO NACIONAL
Artículo 93. Atribuciones. El Congreso Nacional legisla y fiscaliza en representación del pueblo, le corresponden en consecuencia:
1) Atribuciones generales en materia legislativa:
a) Establecer los impuestos, tributos o contribuciones generales y determinar el modo de su recaudación e inversión;
b) Conocer de las observaciones que el Poder Ejecutivo haga a las leyes;
c) Disponer todo lo concerniente a la conservación de monumentos y al patrimonio histórico, cultural y artístico;
d) Crear, modificar o suprimir regiones, provincias, municipios, distritos municipales, secciones y parajes y determinar todo lo concerniente a sus límites y organización, por el procedimiento regulado en esta Constitución y previo estudio que demuestre la conveniencia política, social y económica justificativa de la modificación;
e) Autorizar al Presidente de la República a declarar los estados de excepción a que se refiere esta Constitución;
f) En caso de que la soberanía nacional se encuentre expuesta a un peligro grave e inminente, el Congreso podrá declarar que existe un estado de defensa nacional, suprimiendo el ejercicio de los derechos individuales, con excepción de los derechos establecidos en el artículo 263.
g) Establecer las normas relativas a la migración y el régimen de extranjería;
h) Aumentar o reducir el número de las cortes de apelación y crear o suprimir tribunales y disponer todo lo relativo a su organización y competencia, previa consulta a la Suprema Corte de Justicia;
i) Votar anualmente la Ley de Presupuesto General del Estado, así como aprobar o rechazar los gastos extraordinarios para los cuales solicite un crédito el Poder Ejecutivo;
j) Legislar cuanto concierne a la deuda pública y aprobar o desaprobar los créditos y préstamos firmados por el Poder Ejecutivo, de conformidad con esta Constitución y las leyes;
k) Aprobar o desaprobar los contratos que le someta el Presidente de la República, de conformidad con lo que dispone el artículo 128, numeral 2), literal d), así como las enmiendas o modificaciones posteriores que alteren las condiciones originalmente establecidas en dichos contratos al momento de su sanción legislativa;
l) Aprobar o desaprobar los tratados y convenciones internacionales que suscriba el Poder Ejecutivo;
m) Declarar por ley la necesidad de la Reforma Constitucional;
n) Conceder honores a ciudadanas y ciudadanos distinguidos que hayan prestado reconocidos servicios a la Patria o a la humanidad;
ñ) Conceder autorización al Presidente de la República para salir al extranjero cuando sea por más de quince días;
o) Decidir el traslado de la sede de las cámaras legislativas por causa de fuerza mayor o por otras circunstancias debidamente motivadas;
p) Conceder amnistía por causas políticas;
q) Legislar acerca de toda materia que no sea de la competencia de otro poder del Estado y que no sea contraria a la Constitución;
r) Pronunciarse a través de resoluciones acerca de los problemas o las situaciones de orden nacional o internacional que sean de interés para la República.
2) Atribuciones en materia de fiscalización y control:
a) Aprobar o rechazar el estado de recaudación e inversión de las rentas que debe prestarle el Poder Ejecutivo durante la primera legislatura ordinaria de cada año, tomando como base el informe de la Cámara de Cuentas;
b) Velar por la conservación y fructificación de los bienes nacionales en beneficio de la sociedad y aprobar o rechazar la enajenación de los bienes de dominio privado de la Nación, excepto en lo que dispone el artículo 128, numeral 2 [sic], literal d);
c) Citar a ministros, viceministros, directores o administradores de organismos autónomos y descentralizados del Estado ante las comisiones permanentes del Congreso, para edificarlas sobre la ejecución presupuestaria y los actos de su administración;
d) Examinar anualmente todos los actos del Poder Ejecutivo y aprobarlos, si son ajustados a al Constitución y las leyes;
e) Nombrar comisiones permanentes y especiales instancia de sus miembros, para que investiguen cualquier asunto que resulte de interés público, y rindan el informe correspondiente;
f) Supervisar todas las políticas públicas que implemente el gobierno y sus instituciones autónomas y descentralizadas, sin importar su naturaleza y alcance;
Constitución de la República Dominicana, artículo 93.

### Atribuciones del Senado
Véase: Senado de la República Dominicana#Atribuciones.

### Atribuciones de la Cámara de Diputados
Véase: Cámara de Diputados de la República Dominicana#Atribuciones.